# Кассирер, Эрнст
Эрнст Касси́рер (нем. Ernst Cassirer [kasi:ʹrɐ]; англ. Ernst Cassirer [kɑˈsɪər ər, kə-]; 28 июля 1874, Бреслау, ныне Вроцлав, Польша — 13 апреля 1945, Принстон, Нью-Джерси, США) — немецкий философ. В 1933 году эмигрировал в Великобританию, а с 1935 года жил в Швеции. В 1939 году стал гражданином Швеции. Развивая идеи Марбургской школы неокантианства, пришёл к созданию оригинальной теории символической функции сознания и философии культуры. Самая известная книга «Философия символических форм» (1923—1929).
Кассирер начинает свой путь в философию под руководством Германа Когена (1842—1918) с исследований в области истории науки и философии Нового времени. Кассирер обосновывает «функциональную концепцию» образования понятий и научных теорий. По мнению Кассирера, теории основываются на принципах конструирующего и оформляющего, а не отражающего «представления» реальности.
После смерти Когена Кассирер разрабатывает теорию символических функций и использует её для распространения феноменологического подхода к научному знанию на сферу человеческого опыта в целом. Научное познание, по Кассиреру, — это одна из возможных форм организации опыта, среди других равноценных и законных форм. Каждая область человеческой культуры имеет свою собственную «внутреннюю форму», свой собственный способ соединения чувственных деталей в символическом порядке.
Выступая продолжателем традиции немецкого идеализма, Кассирер считает идеалом философской системы философию духа. Однако, в отличие от философов, строивших свои системы на основе интроспективной саморефлексии субъекта, Кассирер опирается на анализ средств выражения субъекта вовне, то есть на сферу символического. Сфера символического, согласно Кассиреру, является единственной сферой, в которой субъективность сперва проявляет себя, а затем познает себя в своих объективированных проявлениях.
Философия форм объективации духа Кассирера покоится на представлении о человеке как о творящем и смыслополагающем коллективном субъекте, «символическом животном» (animal symbolicum), а также на непосредственно следующем отсюда желании понять человека через его культурные свершения. По Кассиреру, человек имеет доступ к «действительности» только через упорядоченные совокупности символов. Понятийный анализ «жизни духа», то есть процесса творческой человеческой деятельности, всегда происходит внутри некой «символической формы». При этом вопрос о вещах самих по себе, существующих за пределами символических форм, снимался Кассирером как «иллюзия мышления», не имеющая смысла.
Философия Кассирера занимает уникальное место в философии XX века. В его работах одинаковое внимание уделяется как фундаментальным эпистемологическим вопросам философии математики и «наук о природе» (Naturwissenschaften), так и эстетике, истории философии, антропологии и другим вопросам «наук о культуре» (Geisteswissenschaften). Благодаря чему фигура Кассирера превращается в фигуру посредника между «двумя культурами» Ч. П. Сноу.
Фигуру Кассирера также можно расположить между двумя основными традициями академической философии XX века — «аналитической» и «континентальной». Несмотря на раскол, вызванный взаимоисключающими взглядами сторонников двух направлений, Кассирер имел плодотворные философские отношения с ведущими представителями обеих традиций. С одной стороны, Кассирер имел творческие отношения с Морицем Шликом — основателем и вдохновителем Венского кружка логических позитивистов, чьи работы в области логики и философии науки оказали решающее влияние на развитие философии науки в Соединённых Штатах, а с другой — с Мартином Хайдеггером, создателем радикальной «экзистенциально-герменевтической» версии гуссерлианской феноменологии, которая быстро стала доминирующей в континентальной Европе второй половины XX века.

## Биография

### Семья

#### Родственники
Эрнст Кассирер родился 28 июля 1874 года в Бреслау, ныне Вроцлав, был первым из трех сыновей и вторым из семи детей Женни, урождённой Зигфрид, и бизнесмена Эдуарда Кассирера (1843—1916), представителя известного в Бреслау еврейского купеческого семейства. Его дед — Маркус Кассирер (1801—1880) — основал в Буякове торговый дом по продаже тканей и производству ткацкого оборудования, и впоследствии перевёл своё дело в Бреславль; другой дед, Зигфрид Кассирер (1812—1897), держал в Бреславле винокурню и был крупным производителем шнапса. Отец и мать, Евгения (Женни) Кассирер (1848—1904), приходились друг другу двоюродными братом и сестрой. Двоюродные братья — невролог Рихард Кассирер, дирижёр Фридрих Леопольд Кассирер, издатели и галеристы Пауль Кассирер и Бруно Кассирер, психиатр Курт Гольдштейн, фабрикант Хьюго Кассирер (в честь которого названа Hugo-Cassirer-Straße в Берлине); двоюродная сестра — педагог Эдит Гехееб (1885—1982), жена теоретика прогрессивной педагогики Пауль Гехееб.

#### Дети
- Хайнц (Генрих) Кассирер[англ.] (1903—1979) — философ-неокантианец, переводчик Нового завета на английский язык.
- Георг Эуген Кассирер (1904—1958) — театральный фотограф.
  - Внук — шведский филолог Питер Кассирер (1933—2020), автор книг по риторике и стилистике литературного произведения.
- Анна Элизабет Кассирер Эппелбаум (1908—1998) — психотерапевт, автор Observations on the disintegration of the self[16], жена американского пианиста Курта Эппелбаума (1906—1990).

### Годы обучения
В марте 1892 года Кассирер окончил Йоханнесскую гимназию в Бреслау и в том же году, по настоянию родителей, начал изучать право в Берлинском университете, однако проучился здесь всего один семестр (летний семестр 1892). Кассирер провел несколько последующих лет в поисках призвания. Посещал лекции в университетах Лейпцига, Гейдельберга, Мюнхена, Марбурга. Изучал немецкий язык, философию, математику, биологию, химию и физику. В письмах родным этого периода Кассирер с горечью сообщал о распространенности в немецких университетах антисемитских настроений, о своем внешнем и внутреннем одиночестве, об одолевавших его меланхолии и депрессии. Хотя Кассирер тяжело переживал постоянную смену университетов, это позволило ему познакомиться с идеями немецких интеллектуалов, которых впоследствии он относил к числу своих учителей. Кассирер, в частности, слушал лекции философа В. Дильтея (1833—1911), психолога М. Дессуара (1867—1947), историка философии К. Фишера (1824—1907), литературоведов Г. Ф. Гримма (1828—1901), Э. Шмидта (1853—1913) и других.
Переломным моментом для Кассирера стало посещение им в 1894 г. в Берлине лекций философа и культуролога Г. Зиммеля (1858—1918), рассматривавшего различные философские системы Нового времени в их взаимосвязи. Заметив значительный интерес Кассирера к учению Канта, Зиммель рекомендовал ему познакомиться со взглядами Г. Когена (1842—1918), признанного специалиста по кантовской философии, опубликовавшего в 70-90-х гг. XIX в. философские комментарии ко всем трем «Критикам» Канта и творчески развивавшего кантовские идеи в собственных трактатах. После знакомства с идеями Когена он принял решение изучать философию под его руководством. Готовясь к личной встрече с Когеном, он прочел все его сочинения, а также ряд научных книг по математике, физике и биологии, полагая, что знание этих наук необходимо для работы над философской интерпретацией научных достижений, на которую был ориентирован Коген с его школой. Одновременно Кассирер продолжал слушать общие лекции по философии, на этот раз в Мюнхенском университете, где преподавал философ и психолог Т. Липпс (1851—1914). В Мюнхене Кассирер проучился до осени 1896 года.
В конце 1896 г. Кассирер начал обучение в Марбургском университете, где Коген занимал кафедру профессора философии. К тому времени в Марбурге вокруг Когена и его ближайшего ученика П. Наторпа (1854—1924) сложилась устойчивая группа единомышленников-неокантианцев. В начале 1897 г. Кассирер лично познакомился с Когеном и стал постоянным участником его семинаров. В письмах родным Кассирер с удовлетворением сообщал, что между ними сложились доверительные и дружеские отношения. Наряду с общностью философских интересов, Когена и Кассирера сближало их еврейское происхождение. Как и Кассирер, Коген болезненно переживал нападки на него как на еврейского профессора, занимавшего престижную кафедру в немецком университете; Коген активно участвовал в дискуссиях по еврейскому вопросу, защищая идею творческого сотрудничества еврейской и немецкой интеллигенции и одновременно отстаивая право евреев на сохранение культурного своеобразия.
В Марбургском университете Кассирер был известен как блестящий студент и эрудит; в значительной мере этому способствовала его хорошая память. По свидетельству друга Кассирера Д. О. Гавронского (1883—1949), выходца из России, также учившегося в Марбурге у Когена, Кассирер мог наизусть приводить целые страницы философских трактатов и «часами» читать по памяти стихи классических и современных поэтов.
Руководствуясь рекомендациями Когена, Кассирер в качестве докторского исследования занялся изучением взглядов Декарта и Лейбница, намереваясь выявить особенности их представлений о научном познании и показать взаимосвязь этих представлений с основными частями их философских систем. Результатом работы стали два тематически взаимосвязанных сочинения: «Критика Декартом математического и естественнонаучного познания» (Descartes' Kritik der mathematischen und naturwissenschaftlichen Erkenntnis) и «Система Лейбница в её научных основоположениях» (Leibniz' System in seinen wissenschaftlichen Grundlagen). Первое сочинение было представлено Кассирером летом 1899 г. ученому совету университета как докторская диссертация и получило высшую оценку.

### Берлинский период
16 сентября 1902 года Кассирер женился на Тони Бонди (1883—1961), дочери Отто Бонди (1844—1928) и сестре художника Вальтера Бонди. В октябре 1903 года они переехали в Берлин, где Кассирер оставался до 1919 года. Здесь выросло трое его детей: Генрих, Георг и Анна. В эти годы Кассирер зависел от финансовой поддержки своих богатых родителей. Его попытки пройти хабилитацию в Берлине или за границей потерпели неудачу, Кассиреру мешало его происхождение. В 1902 году, после из неудачной поездки в Страсбург, Кассирер пишет: «Здесь они прямо сказали, что они отвергают евреев» (Гёрланду, 13.1.1902). В Берлине Кассирер написал свой большой труд «Проблема познания в философии и науке Нового времени», первый том которого вышел в 1906 году (второй том годом позже) и прошёл хабилитацию. В 1910 году выходит его книга «Понятие субстанции и понятие функции» (Substanzbegriff und Funktionsbegriff), в которой Кассирер излагается основы своего оригинального философского подхода. В 1913 году Кассирер получил приглашение прочитать курс лекций в Гарвардском университете, но отклонил его.
В июле 1914 года Гейдельбергским университетом Кассиреру была присуждена премия имени Куно Фишера за книгу «Проблема познания…». С конца 1916 года Кассирер работал в пресс-службе германского министерства обороны в Берлине. Он проводил там свое утро в течение нескольких месяцев, даже по воскресеньям, изучая и реферируя публикации французской прессы. За это он был награждён «Крестом за военные заслуги» в августе 1918 года. В это же время разворачивается «Дело Бауха». Бруно Баух (1877—1942), профессор философии в Йене, был редактором журнала «Кантоведение» (Kant-Studien), престижного философского журнала Германии того времени. В 1916 году Баух опубликовал длинное «письмо редактору» в популистском журнале «Der Panther» (том 4, выпуск 6: июнь 1916 года), в котором он отказал учителю Кассирера Герману Когену в способности понимать Канта, потому что Коген как еврей и «иностранец» не может это правильно сделать. Это нападение сочетало интеллектуальную клевету с сомнением в национальной лояльности, что было крайне болезненным во время войны. Это письмо от редактора журнала кантовских исследований, привело к кризису в обществе кантоведов. Кассирер, чей учитель работал в Институте науки иудаизма в Берлине с момента его выхода на пенсию в 1912 году, не был готов принять замечания Бауха и написал возражение в журнал Kant-Studien. В ответ Баух вышел из редакции журнала кантовских исследований, не отказываясь от своих заявлений. После ухода Бауха ответ Кассирера не был опубликован в кантовских исследованиях. Но это отнюдь не устранило проблему. В марте 1929 года венский философ Отмар Шпанн (1878—1950) в своей лекции в Мюнхенском университете так же принизил исследования Когена о Канте, добавив к списку «чужаков» непонимающих Канта ещё и Кассирера.

### Гамбургский период
В октябре 1919 года Кассирер, по приглашению руководства недавно основанного Гамбургского университета, согласился возглавить там кафедру. Философский семинар университета был размещен вместе с институтом психологии в здании на Борнплац, напротив главной синагоги. Кассирер делил помещение с психологами Уильямом Штерном (1871—1938) и Хайнцем Вернером (1890—1964). Эта близость оказалась продуктивной. Кассирер включил психологические исследования (и особенно лингвистическую психологию, которую Штерн разработал в своей книге «Язык ребёнка»), в свою философию языка. Кассирер помог Уильяму Штерну организовать 12-й Конгресс Немецкого общества психологов, который проходил с 12 по 16 апреля 1931 года в Гамбурге. Годом ранее Кассирер выступил одним из организаторов 4-го конгресса по эстетике, который проходил в Гамбурге с 7 по 9 октября 1930 года.
Как штатный профессор Кассирер руководил работой докторантов. Среди них был Лео Штраус, получивший известность во время американской эмиграции. В 1921 году Штраус, под руководством Кассирера, успешно защитил диссертацию по теории познания Якоби и получил докторскую степень. В том же 1921 году Гертруда Бинг, впоследствии директор Института Варбурга в Лондоне, защитила у Кассирера диссертацию о концепции необходимого в философии Лессинга. Другими учениками Кассирера, ставшими впоследствии известными, были историк культуры Эдгар Винд (защитился в 1922 году), Иоахим Риттер, написавший диссертацию о Н. Кузанском в 1925 году, и Эрих Вайль, который получил докторскую степень в 1928 году, защитив диссертацию о Пьетро Помпонацци. Кассирер находился в тесном контакте с исследователями из круга своего друга, классического филолога и исследователя творчества Николая Кузанского Эрнста Хоффмана (1880—1952), особенно с Раймондом Клибански и Паулем Оскаром Кристеллером.
Большое влияние на развитие оригинальной философии Кассирера оказало знакомство с Аби Варбургом и его огромной библиотекой (переросшей в Институт Варбурга). Кассирер пришёл к своим культурологическим исследованиям в библиотеке Варбурга после длительного изучения теории относительности Эйнштейна, которое сопровождалось личными и письменными контактами с этим выдающимся физиком. Библиотека Аби Варбурга стала центром творчества Кассирера. Наиболее оригинальные и характерные для него произведения Кассирера, такие как «Концептуальная форма в мифическом мышлении» (1922), «Язык и миф» (1925) и его трехтомная «Философия символических форм», возникли либо из лекций, прочитанных в библиотеке Варбурга, либо вдохновлены её собранием или написаны в её помещениях.
Кассирер тесно сотрудничал с Куртом Гольдштейном с начала 1920-х годов. Он изучал работу Гольдштейна по афазии, написанную в соавторстве с Адемаром Гельбом (1887—1936), и наблюдал пациентов в клинике Гольдштейна во Франкфурте-на-Майне. В Гамбурге он также наблюдал случаи афазии у в больнице Бармбек, под руководством профессора Генриха Эмбдена. В клиническом различии поведения здоровых людей и больных афазией Кассирер увидел иллюстрацию и подтверждение своего взгляда на роль различных символических функций в человеческом поведении. Результаты этого исследования были включены в главу «Патология символического осознания» третьего тома «Философии символических форм».
Исследования Кассирера по патологии совпадают по времени с его интересом к биологии Якоба фон Икскюля (Jakob Johann von Uexküll, 1864—1944). Икскюль был профессором Гамбургского университета и руководителем Института экологических исследований (Institut für Umweltforschung). Беседы с Икскюлем по поводу концепции умвельта натолкнули Кассирера на развитие его собственной философской антропологии.
Кассирер был на пике своей академической карьеры и международного признания в конце 1920-х и начале 1930-х годов. В 1927 году он был приглашен на гостевые лекции в Королевский колледж Лондонского университета. 17 декабря 1929 года он был избран членом парижского «Société française de psychologie». С 1930 по 1933 годы Кассирер исполнял обязанности ректора Гамбургского университета. 28 мая 1931 года он стал почетным членом конференции Общества Канта в Галле. В 1932 году он был приглашен в Париж для чтения лекций в «Institut d’Etudes Germaniques» в Сорбонне. 17-26 марта 1929 г. Кассирер читал лекции на 2-х университетских курсах в Давосе и принял участие в публичной дискуссии с Мартином Хайдеггером. Университетские курсы в Давосе были созданы для содействия франко-германскому примирению, они привлекли многих известных университетских профессоров и студентов из разных европейских стран. Кульминацией курсов 1929 года стал диспут между Кассирером и Хайдеггером о кантианстве, проблеме человеческой конечности и смерти. Кассирер дискутировал с Хайдеггером ещё в декабре 1923 года по случаю лекции Хайдеггера в гамбургском отделении Кантовского общества, и, согласно Хайдеггеру, они смогли определить свое «согласие в требовании экзистенциального анализа». Тот факт, что конфронтации в Давосе не было, не мог скрыть и того, что у обоих были очень разные взгляды, а также разные пути. У Кассирера и Хайдеггера потом были и другие контакты, но после публикации в 1929 году Хайдеггером труда «Кант и проблема метафизики» наступил поворотный момент. Рецензия Кассирера на эту книгу в «Кантовских исследованиях» (36: 1, 1931), хотя и сбалансированной, но её тон больше не был примирительным: Кассирер заявил о недопустимой деформации и искажении Хайдеггером учения Канта . Они окончательно разошлись не позднее 27 мая 1933 года, когда Хайдеггер в своей инаугурационной речи, вступая в должность ректора Фрайбургского университета, похвалил «самоутверждение немецкого университета». Кассирера уже сняли с должности ректора гамбургского университета на основании «Закона о восстановлении профессионального чиновничества», в соответствии с которым было предписано уволить всех неарийских госслужащих.

### Период вынужденной эмиграции

#### Англия
12 марта 1933 года Кассирер с семьёй уехал из Германии. С 1 октября 1933 года по июль 1935 года Кассирер читал лекции в Колледже всех душ Оксфордского университета. Их посещали его коллеги Альфред Жюль Айер и Исайя Берлин. Американский философ Уилфред Селларс, который тогда учился в Оксфорде, также слушал его лекции. Кассирер, виртуозно владевший родным немецким, испытывал трудности в передаче своей философии на английском: он был вынужден записывать и постоянно корректировать свои лекции.

#### Швеция
Кассирер был профессором Высшей школы Гётеборга с 1 октября 1935 года по 1 сентября 1940 года. В Швеции Кассирер написал «Детерминизм и индетерминизм в современной физике» (1937) и свой основной труд по философии гуманитарных наук «Логика наук о культуре» (1942). В июне 1936 года Кассиреры совершили поездку в Шотландию, где 17-го числа он стал почетным доктором Университета Глазго. В Швеции Кассирер вел активную творческую жизнь, читал лекции в Гётеборге, Лунде, Уппсале и Стокгольме, контактировал практически со всеми шведскими философами, особенно с Оке Петцеллом (1901—1957), основателем и редактором шведского журнала «Theoria». До переезда Петцелла в Лунд в 1939 году, он был коллегой Кассирера в Гётеборге. Кассирер обсуждал с Петцаллом философию Венского кружка, идеи которого в то время распространялись по Скандинавии. Кассирер также изучал работы финского философа Эйно Кайла (1890—1958) и шведского философа Акселя Хэгерстрёма (1868—1939).
2 июня 1939 года Кассирер получил шведское гражданство, отказался от немецкого гражданства и пенсионных прав. Согласно шведскому законодательству, Кассирер достиг предельного возраста университетского преподавателя, и в октябре 1940 года он завершил преподавательскую карьеру. В 1941 году Кассирер был избран членом Королевской академии истории науки и классических исследований (Königliche Akademie für die Geschichte der Wissenschaft und Altertumswissenschaft) в Стокгольме. В начале 1941 года Кассирер получил приглашение от Йельского университета в США занять должность приглашенного профессора сроком на два года (1941—1943). 20 мая 1941 года Кассирер и его жена покинули Швецию, намереваясь ещё вернуться. Тони Кассирер описала в своих мемуарах путешествие в Нью-Йорк на пароходе «Ремаррен» как приключенческую историю. Во время поездки Кассирер имел возможность обсуждать философию языка с лингвистом Романом Якобсоном (в этой поездке Якобсон написал работу «Записки о Гиляке»). Тем не менее, корабль находился под постоянной угрозой стать жертвой атаки подводной лодки, и при выходе из Швеции его остановили немцы. Кассиреры опасались за жизнь Якобсона, не имевшего тогда ещё гражданства. Чтобы не попасться живыми в руки нацистов, Кассиреры везли с собой яд, но добрались до Нью-Йорка невредимыми.

#### США
Многие из бывших друзей и знакомых Кассирера к 1941 году уже были в США: историк искусства Эрвин Панофски работал, как и Эйнштейн, в Принстоне; Эдгар Винд был профессором в Чикаго; ученик Кассирера Уолтер Солмитц был научным сотрудником в Гарварде; гештальтпсихолог Макс Вертгеймер работал в Новой школе социальных исследований; филолог-классик и бывший коллега из Гамбурга Эрнст Капп, исследователь эпохи Возрождения Пауль Оскар Кристеллер, а также Курт Рицлер и Пауль Тиллих из Франкурта преподавали в Колумбийском университете (Нью-Йорк). Кассиреру было приятно снова встретиться со многими старыми коллегами.
В 1941 году в Йельском университете Кассирер разработал план книги «Миф о государстве», опубликованной в Шпандау в 1946 году. В этой книге Кассирер пишет о создании и использовании тоталитарными государствами нового средства управления обществом: технологии формирования современных политических мифов. Колумбийский университет в Нью-Йорке предложил Кассиреру стать приглашенным профессором философии на 1944—1945 учебный год. Вместе со старыми и новыми коллегами он начал проект книги с аннотированными переводами текстов философов Возрождения. Кассирер обсуждал компиляцию текстов для этой книги — «Философия человека эпохи Возрождения» — с другими редакторами, Паулем Оскаром Кристеллером и Джоном Германом Рэндаллом-младшим (1899—1980), и должен был написать введение к задуманной книге, но не успел.
13 апреля 1945 года Кассирер скончался от внезапной сердечной недостаточности. Артур Герцберг, молодой раввин и студент Кассирера, организовал похороны учителя. Могила Кассирера находится недалеко от Нью-Йорка, в Вествуде, штат Нью-Джерси, на кладбище Cedar Park Beth-El Cemeteries, на участке «Конгрегация Хабоним».

## Исследовательская деятельность

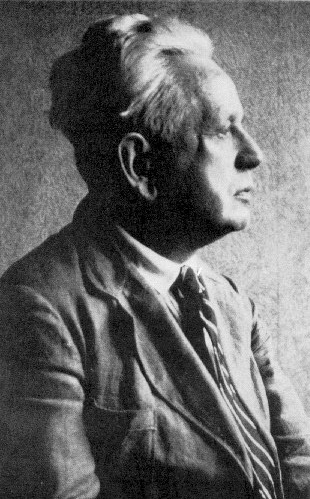
Эрнст Кассирер

### Ранние историко-философские работы
Ранние произведения Кассирера носили в основном историко-философский характер, не исключая и исследование философии Лейбница в её научном контексте („Leibniz' System in seinen wissenschaftlichen Grundlagen“, 1902), и крупномасштабную работу по истории современной мысли от Эпохи Возрождения до Канта (Das Erkenntnisproblem in der Philosophie und Wissenschaft der neueren Zeit. Berlin: Bruno Cassirer, 1906 и 1907). Последняя работа является важным вкладом как в историю философии, так и в историю науки. Фактически, это первая работа, в которой подробно рассматривается научная революция в целом, рассматривается как процесс реализации идеи о том, что всестороннее применение математики к природе (так называемая «математизация природы») является центральным и всеобъемлющим достижение этой революции.
Кассирер, интерпретирует историю философии Нового времени как развитие и, в конечном итоге, триумф того, что он называет «современным философским идеализмом». Эта традиция, согласно Кассиреру, черпает вдохновение в «платоновском идеализме», в признании фундаментальной значимости «идеальных» формальных структур, в признании важности систематического применения таких структур в математическом и естественнонаучном познании. Эмпирически заданное познание природы в современной математической физике — это прогрессивный и синтетический процесс, в котором математические модели природы последовательно уточняются и корректируются. По мнению Кассирера, именно Галилей (противостоящий как стерильной аристотелево-схоластической формальной логике, так и стерильной эмпирической индукции), первым уловил сущностную структуру этого синтетического процесса; а развитие «современного философского идеализма» такими мыслителями, как Декарт, Спиноза, Гассенди, Гоббс, Лейбниц и Кант, состояло во все более осознанной философской артикуляции и разработке этого процесса.
Таким образом, как и в книге о Лейбнице, так и в «Проблема познания в философии и науке Нового времени» Кассирер интерпретирует развитие современной мысли в целом исходя из принципов марбургского неокантианства: идеи о том, что философия как критическая теория познания (Erkenntniskritik) имеет своей задачей формулировку и разработку структуры современного математического естествознания; убежденности в том, что философия должна брать «научный факт» в качестве отправной точки; философия исходит из т. н. «генетической» концепции научного знания как непрерывного, незавершенного синтетического процесса.
Кассирер тщательно и подробно исследует разнообразные текстовые источники (включая труды как главных, так и второстепенных персонажей) и, нисколько не игнорируя противоположные тенденции в рамках скептических и эмпирических традиций, создает убедительное изображение эволюции «современного философского идеализма». Таким образом, Кассирера можно причислить к одному из важных исследователей начала XX века, который начал работать в русле интеллектуальной истории — и, по сути, к одному из основателей этой дисциплины в том виде, в каком она развивалась в XX веке.
Кассирер является автором историко-философских и философско-монографических работ о Г. Лейбнице („Leibniz' System in seinen wissenschaftlichen Grundlagen“, 1902), И. Канте („Kants Leben und Lehre“, 1918), Р. Декарте, философии Возрождения („Individuum und Kosmos in der Philosophie der Renaissance“, 1927), Просвещении („Die Philosophie der Aufklärung“, 1932), работ о Гёте, Шиллере, Гёльдерлине, Клейсте.

### Философия математики и естествознания
Как уже было сказано, ранние исторические работы Кассирера интерпретируют развитие мысли Нового времени в целом (охватывая как философию, так и науку) с точки зрения философских принципов марбургского неокантианства. Первоначально эти принципы были сформулированы учителем Кассирера Германом Когеном. В «генетической» концепции научного знания, в частности, априорная синтетическая деятельность мышления, делающая опыт возможным — деятельность, которую сам Кант назвал «продуктивным синтезом» — понимается как временной и исторический процесс развития, в котором объект науки есть нечто постепенно развивающееся, но никогда не завершающееся. Для Когена этот процесс моделируется методами исчисления бесконечно малых (смотри). Начиная с идеи непрерывного ряда или функции, задача исследователя состоит в том, чтобы увидеть, как такой ряд может быть создан априори шаг за шагом. Математическая концепция дифференциала показывает нам, как это может быть сделано, поскольку дифференциал в точке области определения данной функции указывает, как он должен быть продолжен в последующих точках. Следовательно, дифференциал бесконечно малых выражает правило образования ряда в целом и, таким образом, выражает в любой данный момент общую форму ряда, действительную во все времена.
В работе «Понятие субстанции и понятие функции» Кассирер делает существенный философский шаг за пределы теории Когена, внося свой вклад в разработку основ математики и математической логики. Кассирер начинает с обсуждения проблемы формирования понятий и, в частности, с критики теории образования понятий, характерной для философского эмпиризма, согласно которой общие понятия достигаются путем индуктивного восхода от чувственно воспринимаемых частей. Эта теория для Кассирера является артефактом традиционной аристотелевской логики. Основной посыл Кассирера состоит в том, что развитие современной формальной логики (математической теории отношений) позволяет со всей определённостью отвергнуть такой «абстракционизм» (и, следовательно, философский эмпиризм) в пользу генетической концепции знания. В частности, современная аксиоматическая концепция математики, проиллюстрированная в работах Рихарда Дедекинда об основах арифметики и Давида Гильберта об основах геометрии, показала, что сама математика имеет чисто формальный и идеальный, а потому совершенно беспредметный характер. Чисто математические, абстрактные «системы порядка» — то, что мы теперь назвали бы реляционными структурами, — образования, которые никоим образом не могут быть объяснены исходя из философского эмпиризма. Затем Кассирер использует эту «формалистическую» концепцию математики, характерную для конца девятнадцатого века, для создания новой, более широкой версии генетической концепции знания.
Кассирер представляет рассматриваемый процесс развития знания как серию или последовательность абстрактных формальных структур («систем порядка»), которые сами по себе упорядочены «абстрактным математическим соотношением соответствия обратного включения» (например, когда новая неевклидова геометрия содержит в себе старую геометрию Евклида как предельный случай). Таким образом, можно представить себе все структуры в нашей последовательности как непрерывно сходящиеся к конечной или предельной структуре, так что все предыдущие структуры в последовательности являются частными или предельными случаями этой конечной структуры. Идея такой конечной точки последовательности является лишь регулирующим идеалом в кантовском смысле — к ней можно только постепенно приближаться, но на самом деле она никогда не будет достигнута. Тем не менее, она по-прежнему составляет априорную «общую последовательную форму» нашего собственно эмпирического математического теоретизирования и в то же время придает этому теоретизированию характерную форму объективности.
В своем анализе работ конца девятнадцатого века по основам математики, Кассирер вплотную приближается к аналитической философии начала двадцатого века. В самом деле, Кассирер использует современную математическую логику, имплицитно заложенную в работы Дедекинда и Гильберта и эксплицитно изложенную в работах Готлоба Фреге и раннего Бертрана Рассела, в качестве основного инструмента для выхода за пределы эмпирической теории понятия. Современная «теория понятия», в свою очередь, основана на фундаментальных понятиях функции, ряда и порядка (реляционных структурах) — понятиях, которые с точки зрения чистой математики и логики, являются полностью формальными и абстрактными, не имеющими эмпирического содержания. Тем не менее, и именно здесь Кассирер расходится с большей частью аналитической традиции потому, что теория Кассирера предоставляет нам подлинную альтернативу философскому эмпиризму только тогда, когда реляционные структуры встроены в генетическую концепцию знания. Основой является порождающий их исторический процесс, в ходе которого математическое естествознание последовательно развивается или эволюционирует, а чистая математика и логика имеют философское значение только как элементы более фундаментального процесса развития «продуктивного синтеза», направленного на применение таких формальных структур в эмпирическом знании (смотри).
Следующий важный вклад Кассирера в эпистемологию исследует взаимосвязь между общей теорией относительности Эйнштейна и «критической» (марбургской неокантианской) теорией познания. Кассирер утверждает, что теория Эйнштейна на самом деле является блестящим подтверждением этой концепции. С одной стороны, все более широкое использование абстрактных математических представлений в теории Эйнштейна полностью поддерживает атаку на аристотелевскую теорию понятия и философский эмпиризм. С другой стороны, использование Эйнштейном неевклидовой геометрии вовсе не является препятствием для обновленной формы неокантианства. По Кассиреру, больше нет необходимости в том, чтобы какая-либо конкретная математическая структура была фиксированной на все времена, а нужно чтобы последовательность таких структур в историческом развитии непрерывно сходилась. Теория Эйнштейна полностью удовлетворяет этому требованию, поскольку евклидова геометрия, фундаментальная для ньютоновской физики, является частным случаем общей теории геометрии (с переменной кривизной), используемой Эйнштейном. Мориц Шлик опубликовал рецензию на книгу Кассирера сразу после её первого появления. Шлик пишет, что теория относительности Эйнштейна дает нам решительное опровержение кантианства во всех его формах.
Освоение Кассирером общей теории относительности Эйнштейна стало переломным моментом в развитии его мысли. Оно не только дало ему возможность переосмыслить кантовскую теорию априорных условий объективного опыта (особенно в том, что касается пространства и времени) в терминах собственной версии генетической концепции знания, но и дало Кассиреру стимул к обобщению и распространению исходной концепции марбургской теории познания с математических знаний на всё знание в целом. Теперь современное математическое познание рассматривается как всего лишь одна из возможных «символических форм» среди других равноценных и законных форм. Действительно, Кассирер первым официально объявляет о проекте общей «философии символических форм», задуманном как философское приложение принципов общей теории относительности. Точно так же, как в соответствии с постулатом относительности, все возможные системы отсчета и системы координат дают одинаково хорошие репрезентации физической реальности, так и «символические формы», в своей совокупности, взаимосвязи и охвате, — эстетические, этические, религиозные, научные — в соответствии с постулатом относительности, рассматриваются Кассирером как состоящие в аналогичных отношениях. Поэтому неудивительно, что после того, как в 1919 году он занял должность профессора в Гамбурге, Кассирер посвятил остаток своей карьеры этой новой философии символических форм.

### Философия символических форм

Главный философский труд Кассирера «Философия символических форм» (Philosophie der symbolischen Formen) был опубликован в период с 1923 по 1929 годы, но его концепция «символической формы» восходит к его теории научного познания, основы которой он разработал в книге 1910 года «Понятие субстанции и понятие функции» (Substanzbegriff und Funktionsbegriff). В этой книге Кассирер пишет, что современная ему математическое, физическое, химическое познание основано на «функциональной концепции» образования понятий.
В отличие от аристотелевской теории формирования понятий, в которой общий субстанциальный элемент разыскивается путем анализа свойств класса частных вещей, функциональная концепция строится на формулировании руководящего принципа, с помощью которого можно упорядочить признаки и отношения в некоторый ряд. Этот принцип последовательного расположения группы признаков, в отличие от субстанции, не имеет реальности или значения вне зависимости от элементов, которые он упорядочивает, и эти элементы имеют значение только с точки зрения позиции, которую каждый из элементов занимает в ряду. Кассирер сформулировал эту неразрывную связь между универсальным и частным функционального понятия как F (a, b, c,…). Это предложило ему модель того, как разум оформляет опыт во всех сферах человеческой деятельности.
Историческим источником этого понимания является идея Канта о «схематизме», концепции чувственно-интеллектуальной формы, которая предполагается всеми актами человеческого познания. По словам Канта, «мысли без содержания — пусты, созерцания без понятий — слепы». То, что Кант абстрактно определяет как один из принципов своей Критики чистого разума, Кассирер находит в символе (символическом понятии), ключевом феномене человеческого опыта. Критика разума становится критикой культуры. Каждая область человеческой культуры имеет свой собственный способ соединения чувственных деталей в символическом порядке. Каждая область культуры имеет свою собственную «внутреннюю форму» — свое собственное формирование объекта, свою собственную причинность, свое собственное восприятие пространства, времени и числа. Эти различные символические формы культуры отличаются друг от друга своей индивидуальной «тональностью», и человеческая культура в целом в идеале представляет собой гармонию этих форм.
Символические формы часто представляют как список, совпадающий с названиями глав книги «Опыт о человеке» Кассирера (1944): миф и религия, язык, искусство, история и наука. Кассирер также предполагает возможность дополнительных символических форм, таких как экономика, мораль и технологии. В «Феноменологии знания», третьем томе «Философии символических форм», Кассирер представляет три символические формы, соответствующие фундаментальным функциям развития духа. Он поясняет, что использует термин «феноменология» не в смысле Гуссерля, а в смысле Гегеля, то есть как феноменологию развития, а не дескриптивную феноменологию. Все знания и культура берут начало в «функции выражения» (Ausdrucksfunktion). На уровне «выражения» (Ausdruck) объект «ощущается» в его непосредственности. Сознание на этом уровне принимает форму мифа. Символ и символизируемое занимают один и тот же уровень реальности. Танцовщица, надевшая маску бога, является богом. Мифический образ в своей ощущаемой непосредственности уступает место логическим силам, присущим языку; это «репрезентативная функция» (Darstellungsfunktion) сознания. Эта функция строит мир объектов здравого смысла, отношений типа «вещь-атрибут» и их классов. Символ и символизируемое теперь — это разные порядки реальности. Символы отсылают к вещам, которые не воспринимаются как символы. За этим следует чисто «сигнификационная функция» (Bedeutungsfunktion) научной и теоретической мысли. На этом уровне проявляется способность символа порождать «символические системы». Здесь символы одного порядка определённым образом могут относиться к символам других порядков. Самыми чистыми примерами этого являются математика и математическая логика.
В четвёртом томе «Философии символических форм», составленном из неизданных рукописей после его смерти, Кассирер рассматривал «метафизику символических форм». Он проводит мысль, что выразительная функция сознания является наиболее фундаментальным проявлением духа (Geist) и что дух является трансформацией жизни (Leben). Кассирер обсуждает ряд концепций жизни в современной философии и приходит к своей собственной доктрине «базисных феноменов» (Basisphänomene), главным из которых, как он утверждает, является жизнь. Жизнь — это непрерывный поток существования, который сначала формируется силой человеческого выражения, из которой, как описано выше, возникают все формы человеческой культуры.

#### Антропологические основания теории символических форм
В книге «Опыт о человеке» Кассирер формулирует антропологические основания теории символических форм, опираясь на идеи Я. фон Икскюля. Икскюль считает, что не существует общей, единой и объективной реальности, в которой обитают живые существа. У каждого вида есть свой собственный мир (умвельт), поскольку имеется свой собственный опыт. В мире мух, писал Икскюль, мы найдем только «мушиные вещи», а в мире морских ежей — только «ежиные». Живые существа в ходе эволюции видов, сами формируют тот «филогенетический» мир, на который они способны реагировать, сами выделяют те характеристики мира, которые имеют для них значение.
Ключ к жизни животного нам могут дать, как полагает Икскюль, только факты сравнительной анатомии. Изучая анатомическую структуру животного вида, мы сможем найти данные для реконструкции его видового опыта. Тщательное изучение телесной структуры животного, числа, качества и распределения различных органов чувств, строения нервной системы дают нам образ не только внутреннего, но и внешнего мира организма. Каждый организм, даже низший, не только адаптирован (angepasst), но и приспособлен (eingepasst) к своему окружению. Сообразно с его анатомической структурой он обладает системой рецепторов (Merknetz) и системой эффекторов (Wirknetz). Без кооперирования и уравновешивания этих двух систем организм не может выжить. Система рецепторов, посредством которой биологические виды получают внешние стимулы, и система эффекторов, через которую они реагируют на эти стимулы, всегда тесно переплетаются. Они образуют звенья единой цепи, которую Икскюль называет функциональным кругом (Funktionskreis) животного, когда умвельт, рецепторы и эффекторы начинают взаимно обусловливать друг друга.
Кассирер пытается применить объяснительную схему Икскюля для характеристики человеческого мира. Мир человека формируется по тем же самым биологическим правилам, которые управляют жизнью других организмов. Однако в человеческом мире мы находим и новые особенности, характерные исключительно для человека. Функциональный круг человека не только более широк, но и обладает новыми качествами. Человек приспособляется к окружению иначе. У человека кроме систем рецепторов и эффекторов, есть и третье звено, которое можно назвать символической системой. По сравнению с другими животными человек живёт не просто в более широкой реальности — благодаря способности к символическом запечатлению (Symbolische Prägnanz) он живёт ещё и в символическом измерении реальности. Человек живёт в творимом им самим символическом универсуме, на который он реагирует и который он способен изменить. Физический мир не исчезает, а как бы «растворяется» в символическом. Символические формы — язык, миф, искусство, религия и др. — части этого универсума, из которых сплетается сложная ткань человеческого опыта, жизни и мира.
Отсюда Кассирер выводит видовую характеристику человека как animal symbolicum, то есть существа, которое способно реагировать на символы, которые само и создаёт.

Великие мыслители, которые определяли человека как animal rationale, не были эмпириками, они и не пытались дать эмпирическую картину человеческой природы. Таким определением они скорее выражали основной моральный императив. Разум — очень неадекватный термин для всеохватывающего обозначения форм человеческой культурной жизни во всем её богатстве и разнообразии. Но все эти формы суть символические формы. Вместо того чтобы определять человека как animal rationale, мы должны, следовательно, определить его как animal symbolicum. Именно так мы сможем обозначить его специфическое отличие, а тем самым и понять новый путь, открытый человеку — путь цивилизации.
— Кассирер, Эрнст. Опыт о человеке: Введение в философию человеческой культуры / перевод А. Н. Муравьева // Проблема человека в западной философии / Сост. и послесл. П. С. Гуревича; Общ. ред. Ю. Н. Попова. М. : Прогресс, 1988. C. 30

#### Учение о символических формах в классическом искусствознании
Книга Э. Кассирера «Философия символических форм» (Philosophie der symbolischen Formen) оказала огромное влияние на исследования по истории культуры марбургской школы и на формирование семиотического подхода в эстетике и искусствознании.
Выдающийся германо-американский историк и теоретик искусства Эрвин Панофский под влиянием философии Э. Кассирера, с которым он был дружен, прочёл курс лекций в университете Гамбурга, посвящённый изучению «художественных форм в духе представлений об идее» и опубликовал текст лекций отдельной книгой в 1927 году под названием «Перспектива как символическая форма».
В этих и последующих работах Панофский осуществил переход от «предметного» к «символическому» прочтению изображения, которое, в частности, согласуется со средневековой системой «интерпретаций». Критикуя геометрическую концепцию ренессансной перспективы, изложенную Ф. Брунеллески и Л. Б. Альберти, Панофский интерпретировал любую систему изображения в живописи как «символическую форму», отражающую представления конкретного исторического человека о пространстве и времени. В подобных представлениях «описательная геометрия», или «искусственная перспектива» (лат. perspectiva artificialis) эпохи Возрождения, — всего лишь один из частных моментов в истории «мышления формой». Почти одновременно с Панофским сходную концепцию выдвинул австрийский теоретик искусства А. Ригль. Подобные подходы, по признанию самого Панофского, сложились под непосредственным воздействием книги Кассирера «Понятие субстанции и понятие функции».

### Миф и государство
У Кассирера нет политической философии в традиционном понимании. Но в его книгах можно найти критику современного государства и определённую трактовку соотношения философии и политики. В своей вступительной гётеборгской лекции в 1935 году Кассирер напомнил о кантовском различии между философией в школьном, схоластическом понимании и философией в её всемирно-гражданском значении (conceptus cosmicus). Кассирер сказал, что он, как и другие, повинен в первой, но сейчас причисляет себя ко второй. Он цитирует Швейцера, своего этического героя, который называет философию «сторожем», который спал в час опасности и не следил за нами во время подъёма тоталитаризма. Кассирер считает, что философия не вызывает и не может быть причиной событий политической жизни, она не может разрешить их, но обязана действовать как наша совесть, судить о событиях, используя свою способность к размышлению.
В «Мифе о государстве» (1946) и других работах позднего периода Кассирер критикует хайдеггеровскую концепцию «заброшенности» (Geworfenheit) человека в мире, которая ставит философию в положение, при котором она больше не может «выполнять свой долг». Эта критика восходит к давосскому спору Кассирера и Хайдеггера в 1929 году. Кассирер утверждает, что человек освобождается творя культуру, человек способен действовать в мире и формировать собственную жизнь; Хайдеггер считает, что свобода требует «прорыва» (Einbruch); свобода не является частью самого человеческого состояния, но является случайной (zufällig).
Философия мифологии Кассирера является наиболее оригинальной частью его эпистемологии и феноменологии знания. Кассирер показывает, что миф — это не набор заблуждений или необузданных фантазий, а тотальный способ мышления и символизации, который существует с самого начала человеческой культуры и присутствует как начальная фаза в развитии любой последующей символической формы. В «Опыте о человеке» Кассирер утверждает, что его философия культуры является продолжением древнего идеала самопознания и что человеческая культура в целом представляет собой процесс «самоосвобождения» человечества.
В «Мифе о государстве» Кассирер применяет свою философию культуры для понимания логики современных политических мифов. Современные политические мифы неестественны; они производятся и распространяются с помощью технологий массовой коммуникации. Такие мифы формируют жизнь государства и подменяют собой рациональные принципы государственного устройства. И дело не только в нацизме, а в современном государстве как таковом. Он утверждает, что миф невозможно опровергнуть, но философия может предупредить нас об этом и позволит нам его понять.

## Рецепция философии Кассирера

### Европа и США
Несмотря на то, что философские взгляды Кассирера вызывали интерес у его современников, отраженный в многочисленных откликах и рецензиях на его работы, влияние его учения на западную философию и науку было достаточно ограниченным. Отчасти это можно объяснить тем, что Кассирер воспринимался в философской среде как приверженец марбургского неокантианства, методологические установки которого к середине XX в. потеряли популярность и выглядели архаично на фоне нео- и постпозитивистских теорий научного знания и социальных теорий культуры; отчасти можно объяснить его вынужденной миграцией, приведшей к разрыву с немецкоязычным философским сообществом, отсутствием именитых последователей в Европе. Философия символических форм Кассирера, — произрастающая из «современного идеализма» Гумбольдта, Гегеля, Гёте, глубоко укорененная в характерных для немецкого языка лексических пластах и способах выражаться, а потому плохо переводимая на английский, — была малопривлекательной для аналитических философов Англии и США.
Хотя упоминание о «символических формах» часто встречается в философской литературе XX в., большинство ссылавшихся на Кассирера философов и ученых не принимали его принципиальной позиции идеализма и использовали содержание и результаты его исследований лишь в качестве иллюстративного материала для собственных построений. «Семиотический» подход Кассирера оказался более востребованным исследователями в области искусствоведения, культурологии, семиотики и антропологии (Э. Панофски, Э. Винд, К. Гирц и мн. др.). Из философов, которые восприняли и стали использовать идеи Кассирера, можно выделить американскую исследовательницу Сьюзен Лангер (1895—1985), применявшую концепцию символических форм к исследованию процессов сознания и эстетического опыта, и Нельсона Гудмена (1906—1998).
Хотя научные статьи и монографии, посвященные анализу философского учения Кассирера, стали появляться почти сразу после его смерти (см., напр., The Philosophy of Ernst Cassirer, 1949), формирование устойчивого исследовательского интереса к философии Кассирера в Европе относится к 1990-м гг.
В это время в Гамбургском университете начали работу над изданием полного собрания его сочинений в 26 т. (Gesammelte Werke: Hamburger Ausgabe / Hrsg. B. Recki. Hamburg, 1998—2009. 26 Bde). С 1995 г. в Гамбурге под руководством Дж. М. Кройса (1943—2010) была начата работа по расшифровке и изданию неопубликованных рукописей Кассирера, в том числе избранной переписки. Философский факультет Гамбургского университета курирует издание серии «Кассиреровские исследования» (Cassirer-Forschungen. 1995-[2012]), в рамках которой издаются монографии и сборники статей современных специалистов по философии Кассирера. Значению и рецепции философии Кассирера посвящен специальный выпуск Журнала трансцендентальной философии (Journal of Transcendental Philosophy, Issue 1, 2021).

### Россия
Первоначальное появление сочинений Кассирера в России было связано с популярностью неокантианства в русскоязычной философской среде начала XX в. В 1912 г. был издан перевод трактата «Понятие о субстанции и понятие о функции», выполненный философом-позитивистом П. С. Юшкевичем (1873—1945) и выдающимся переводчиком немецкой философии Б. Г. Столпнером (1871—1937); в 1922 г. в переводе И. С. Берловича и И. Я. Колубовского была опубликована работа «Теория относительности Эйнштейна».
В качестве неокантианца Кассирера рассматривал русский философ и культуролог Б. А. Фохт (1875—1946), в 1906—1908 гг. посещавший в Марбургском университете лекции Когена и Наторпа. В 1924 г. на заседании одной из секций ГАХН Фохт выступил с двумя докладами о Кассирере; сохранился текст второго доклада: «Понятие символической формы и проблема значения в философии языка Э. Кассирера». Наиболее важным наблюдением Фохта является фиксация языкового характера всей символической философии Кассирера.
Интерпретация мифа у Кассирера стала предметом критики русского философа С. Л. Франка (1877—1950), который опубликовал в журнале «Путь» небольшую рецензию на второй том «Философии символических форм». С позиций христианского богословия он пишет о внутренней несостоятельности трансцендентального метода изучения религии, предлагаемого Кассирером. Франк видит причины этой несостоятельности в общих философских недостатках кантианства: психологизации опыта и догматическом принятии установок позитивизма, не способного помыслить веру как равнозначную познанию духовную способность человека. (ср.:).
На выход первых двух томов «Философии символических форм» откликнулся А. Ф. Лосев, познакомившийся с этими сочинениями летом 1926 г. Наибольший интерес у Лосева вызвала философия мифа Кассирера, которой он посвятил доклад, прочитанный 15 ноября 1926 г. на философском отделении ГАХН. Сохранившиеся тезисы доклада и вопросы для обсуждения демонстрируют, что Лосев первоначально положительно оценивал идеалистическую методологию Кассирера и признавал, что на пути категориального анализа мифического сознания Кассиреру удалось достичь значительных результатов. Вместе с тем Лосев считал, что некорректное понимание Кассирером теории мифа Шеллинга, помешало ему верно интерпретировать соотношение мифа и религии (см.:). К лету 1927 г. Лосевым была написана объемная статья «Теория мифического мышления у Э. Кассирера», которая впервые статья была издана лишь в 1993 г. По содержанию и оценкам статья полностью соответствует тезисам доклада Лосева. В ходе дальнейшей исследовательской работы Лосев скорректировал прежнюю положительную оценку учения Кассирера в книге «Диалектика мифа» (1930 [2001]). Оценивая в целом философию мифа Кассирера, Лосев писал, что «Кассирер очень увлекся своей антитезой мифологии и науки и довел её до полного абсурда», лишив миф всякой внутренней закономерности и истины. К рассмотрению учения Кассирера о мифе и символе Лосев обращался и в работе «Диалектика художественной формы» (см.:).
В 1930-е гг., после утверждения марксизма-ленинизма в качестве единственно верного учения, философия Кассирера оценивались советскими философами как показательный пример «упадка идеализма». Кассирера упрекали в игнорировании «социальной обстановки» и «классовой борьбы», в том, что он «растворяет объективную историю в историческом сознании» (см., напр.:). Исключение составляли лишь немногие непризнанные в СССР ученые и деятели культуры. Следы влияния Кассирера можно найти в сочинениях философа и литературоведа М. М. Бахтина (1895—1975), развивавшего учение о «формах культуры»; положительный вклад Кассирера в теорию культуры отмечала исследовательница О. М. Фрейденберг (1890—1955) и поэт Б. Л. Пастернак (1890—1960), который, также как и Кассирер, учился у Когена в Марбурге (см.:).
Важной вехой в рецепции взглядов Кассирера стали изданные в 1980-х гг. исследования К. А. Свасьяна (род. 1948). В его работе «Проблема символа в современной философии» (1980), была предпринята попытка сравнительной интерпретации теорий символа в широком контексте новоевропейской философии, а также продемонстрирована связь символической философии Кассирера с учением о символе у Гёте. В книге «Философия символических форм Э. Кассирера» (1989), Свасьян предложил первое аналитическое изложение основного философского трактата Кассирера на русском языке.
Пробуждение внимания к философской литературе, недоступной в советское время по идеологическим причинам, способствовало возникновению в России в 1990—2000 годы значительного интереса к философскому наследию Кассирера. На русский язык были переведены многие его труды, в том числе наиболее важные в философском отношении «Философия символических форм» и «Опыт о человеке». Взгляды Кассирера стали предметом разносторонних исследований, результаты которых отражены в монографиях, научных статьях и диссертациях.

## Основные произведения Кассирера в хронологическом порядке
1902 — Leibniz’ System in seinen wissenschaftlichen Grundlagen. Marburg: Elwert.

1906 — Das Erkenntnisproblem in der Philosophie und Wissenschaft der neueren Zeit. Erster Band. Berlin: Bruno Cassirer.

1907a — Das Erkenntnisproblem in der Philosophie und Wissenschaft der neueren Zeit. Zweiter Band. Berlin: Bruno Cassirer.

1907b — «Kant und die moderne Mathematik.» Kant-Studien 12, 1-40.

1910 — Substanzbegriff und Funktionsbegriff: Untersuchungen über die Grundfragen der Erkenntniskritik. Berlin: Bruno Cassirer.

1921 — Zur Einsteinschen Relativitätstheorie. Erkenntnistheoretische Betrachtungen. Berlin: Bruno Cassirer.

1923 — Philosophie der symbolischen Formen. Erster Teil: Die Sprache. Berlin: Bruno Cassirer.

1925a — Philosophie der symbolischen Formen. Zweiter Teil: Das mythische Denken. Berlin: Bruno Cassirer.

1925b — Sprache und Mythos: Ein Beitrag zum Problem der Götternamen. Leipzig: Teubner.

1927a — Individuum und Kosmos in der Philosophie der Renaissance. Leipzig: Teubner.

1927b — Erkenntnistheorie nebst den Grenzfragen der Logik und Denkpsychologie // Jahrbücher der Philosophie 3, 31-92.

1929a — Die Idee der republikanischen Verfassung. Hamburg: Friedrichsen.

1929b — Philosophie der symbolischen Formen. Dritter Teil: Phänomenologie der Erkenntnis. Berlin: Bruno Cassirer.

1931 — Kant und das Problem der Metaphysik. Bemerkungen zu Martin Heideggers Kantinterpretation // Kant-Studien 36, 1-16.

1932 — Die Philosophie der Aufklärung. Tübinen: Morh.

1936 — Determinismus und Indeterminismus in der modernen Physik. Göteborg: Göteborgs Högskolas Årsskrift 42.

1939a — Axel Hägerström: Eine Studie zur Schwedischen Philosophie der Gegenwart. Göteborg: Göteborgs Högskolas Årsskrift 45.

1939b — Naturalistische und humanistische Begründung der Kulterphilosophie // Göteborg Kungl. Vetenskaps- och Vitterhets-Semhälles Handlingar. 5e Földjen, Ser. A, Band 7, Nr. 3.

1942 — Zur Logik der Kulturwissenschaften. Göteborg: Göteborgs Högskolas Årsskrift 47.

1944 — An Essay on Man. New Haven: Yale University Press.

1946 — The Myth of the State. New Haven: Yale University Press.

## Русская библиография

### Книги
- Кассирер, Э. Познание и действительность : Понятие о субстанции и понятие о функции / пер. Б. Столпнера и П. Юшкевича. — Санкт-Петербург : Шиповник, 1912. — 454 с. — (Библиотека современной философии; Вып. 8).
- Кассирер, Э. Теория относительности Эйнштейна / пер. Е. С. Берловича и И. Я. Колубовского. — Петроград : Наука и школа, 1922. — 144 с.
- Кассирер, Э. Рассуждение о человеке: Попытка создания философии человеческой культуры / Пер. на груз. Л. Рамишвили. — Тбилиси: Ганатлеба, 1983. 351 с.
- Кассирер, Э. Познание и действительность: Понятие о субстанции и понятие о функции / Пер. с нем. Б. Столпнера, П. Юшкевича. — СПб.: Алетейя, 1996.
- Кассирер, Э. Жизнь и учение Канта / Пер. с нем. М. И. Левиной; сост.: С.Я Левит; отв. ред. Л. Т. Мильская. — СПб.: Университетская книга, 1997. — 448 с. — (Книга света). — ISBN 5-7914-0019-5
- Кассирер, Э. Избранное. Опыт о человеке. — М.: Гардарика, 1998.
- Кассирер, Э. Избранное: Индивид и космос / Пер. А. Н. Малинкина. — М.—СПб.: Университетская книга, 2000. ISBN 5-323-00017-1
- Кассирер, Э. Философия символических форм: В 3 тт. / Пер. с нем. С. А. Ромашко. — М.—СПб.: Университетская книга, 2002. — ISBN 5-94483-003-4 (том 2), ISBN 5-94396-025-2 (том 3).
- Кассирер, Э. Философия Просвещения / Пер. с нем. В. Л. Махлина. — М.: РОССПЭН, 2004. — 400 с — (Книга света). — ISBN 5-8243-0499-8

### Статьи
- Кассирер, Э. Опыт о человеке: Введение в философию человеческой культуры. anthropology.ru. Дата обращения: 18 июля 2025. / пер. А. Н. Муравьева // Проблема человека в западной философии / сост. и послесл. П. С. Гуревича; Общ. ред. Ю. Н. Попова. — М.: Прогресс, 1988. — С. 3-30.
- Кассирер, Э. Натуралистическое и гуманистическое обоснование философии культуры // Постижение культуры : Концепции, дискуссии, диалоги : Ежегодник / Рос. ин-т культурологии и др. Вып. 7. — 1998. ISBN 5-7196-0029-9
- Кассирер, Э. Естественнонаучные понятия и понятия культуры / Предисл. к публикации И. Н. Зариповой // Вопросы философии. — 1995. — № 8. — С. 157—173.
- Кассирер, Э. Понятие символической формы в структуре о духе // Культурология XX век. — 1998. — № 11. — С. 37—66.

## Комментарии
1. ↑  "Хайдеггер говорит не как комментатор, а как узурпатор, как бы силою оружия вторгшийся
в кантовскую систему, чтобы подчинить ее и заставить служить своей проблематике. Перед лицом этой узурпации
требуется реституция: «restitutio in integrum» кантовского учения"[29]